# 珍·克勞德·沃特斯
珍·克勞德·沃特斯（法語：Jean Claude Wouters，1956年—）是一名比利時多學科藝術家、舞者、電影製片人和畫家。他曾在布魯塞爾ERG學習藝術，在布魯塞爾INSAS學習電影，並在布魯塞爾MUDRA學習表演藝術。他曾在巴黎、義大利、杜拜、布魯塞爾和東京工作，目前在洛杉磯生活和工作。
1992 年，沃特斯榮獲舊金山國際影展金門獎。在巴黎，他曾為香奈兒、蘭蔻、聖羅蘭等品牌執導電影。
沃特斯曾多次舉辦個人畫展。2007年，沃特斯與設計師馬克·雅各布斯合作，為紐約布魯明黛百貨公司設計了一個專案。

## 外部連結
- https://lacma.wordpress.com/tag/textiles （页面存档备份，存于）
- http://www.takaishiigallery.com/en/exhibitions/2010/the_sweetest （页面存档备份，存于）